# Chu Đạt Quan
Chu Đạt Quan (1266–1346) hoặc Châu Đạt Quan là một nhà ngoại giao Trung Quốc dưới thời Nguyên Thành Tông. Ông nổi tiếng nhất nhờ các ghi chép của ông về các phong tục của Cao Miên và các ngôi đền Angkor trong chuyến thăm của ông tại đó. Ông đã đến Angkor tháng 8 năm 1296, và ở lại với triều đình của vua Indravarman III cho đến tháng 7 năm 1297.
Ông không phải là người đại diện cho Trung Hoa đầu tiên hay cuối cùng viếng thăm Kambuja. Tuy nhiên thời kỳ ông ở đây nổi bật vì sau này ông đã ghi chép chi tiết cuộc sống ở Angkor trong tác phẩm Chân Lạp Phong Thổ Ký (真臘風土記). Những ghi chép của ông ngày này là một trong những nguồn quan trọng nhất để hiểu biết Angkor lịch sử và Đế quốc Khmer. Ngoài việc mô tả các đền đài lớn như Bayon, Baphuon, Angkor Wat, và các ngôi đền khác, ông cũng ghi lại các thông tin có giá trị về cuộc sống thường nhật và phong tục của cư dân Angkor.

## Chuyến đi ngoại giao tới Cao Miên
Ngày 20 tháng 2 năm 1296, Chu Đạt Quan đi thuyền buồm từ Ôn Châu thuộc tỉnh Chiết Giang trên một con thuyền có la bàn và vượt qua cảng Phúc Châu, Quảng Châu, Tuyền Châu (Zaitong) và Hải Nam, vượt qua Quần đảo Thất Châu (七洲列岛), An Nam, Quy Nhơn, Bà Rịa, Côn Đảo, sau đó đi vào sông Mê Kông đến thị xã Kampong Cham của Cao Miên; từ đó ông lên một thuyền nhỏ và đi hàng chục ngày, sau đó vào biển hồ Tonlé Sap và đến Angkor Thom, kinh đô của Cao Miên vào tháng 8.